# Lejren går op i himlen
Lejren går op i himlen (russisk: Табор уходит в небо, translit.: Tabor ukhodit v nebo) er en sovjetisk romantisk-dramafilm fra 1975 produceret af Mosfilm og instrueret af den moldoviske instruktør Emil Loteanu, der også skrev filmens manuskript.
Filmen er løst baseret på to noveller af Maksim Gorkij, "Makar Tjudra" og Gamle Izergil". Den foregår i slutningen af 1800-tallet i Østrig-Ungarn og handler om et kærlighedsdrama mellem sigøjnerpigen Rada og hestetyven Zobar. Filmens musik er skrevet af Eugen Doga, hvis sange i filmen har en fremtrædende plads og som opnåede stor popularitet i Sovjetunionen.
Filmens var den bedst sælgende film i USSR i 1976, hvor den solgte 64,9 millioner biletter.
Filmen blev udgivet i USSR den 5. april 1976 og havde verdenspremiere uden for USSR den 20. oktober 1976 på Toronto International Film Festival i Canada. Filmen blev en international succes og blev solgt til visning i 120 lande, herunder i Danmark, hvor filmen havde dansk biografpremiere i Alexandra biografen den 15. juni 1977.

## Handling
Filmen foregår i slutningen af 1800-tallet i og omkring en romalejr ved floden Tisza i Bessarabien, som på det tidspunkt var en provins i det østrig-ungarske imperium. Den mandlige hovedperson er den vilde sigøjner Loika Zobar (spillet af Grigor Grigoriu), en succesrig hestetyv og erobrer af kvinders hjerter. Efter et hestetyveri er han såret og på flugt fra gendarmerne, men det lykkes ham at slippe væk. På bredden af Tisza møder han den smukke sigøjnerkvinde Rada (spillet af Svetlana Toma), der renser hans sår. 
Efter mødet mellem de to leder Loiko overalt efter sin frelser, som han lidenskabeligt elsker af hele sit hjerte. Han finder hende i sigøgnerlejren. Rada viser sig at være datter af den gamle Danila (spillet af Vsevolod Gavrilov), der for nylig er vendt tilbage fra militærtjeneste. Loikos venner forsøger forgæves at overtale Loiko til ikke at blive involveret med Rada og fortæller, at hun er en troldkvinde, og at mere end en mands hjerte er blevet ødelagt af hendes skønhed. Loiko vil dog ikke lytte på dem og er klar til at give alt for Radas kærlighed. 
Loiko stjæler en hvid hoppe til Rada, men myndighederne jagter ham. Til sidst overgiver Loikos far ham til myndighederne, der vil henrette Loiko, men det lykkes ham at slippe væk. Han tager til lejren, hvor han igen møder Rada og nyder tiden med hende ved flodbredden. 
Senere erklærer Loiko sin kærlighed til Rada, men selvom Rada også indrømmer, at hun også elsker Loiko, vil kun acceptere at blive gift med ham, hvis han vil knæle foran hende foran den ældste og kysse hendes højre hånd som et tegn på fuldstændig underkastelse til hende. Loiko indvilliger i at knæle for hende, men beder om hendes hånd først. Rada forlanger at han knæler for hende, og stolthed for Loiko til at trække en kniv og stikker den i Rada. Radas far, krigsveteranen Danilo stikker herefter en kniv i ryggen på Loiko, der udånder, mens han holder Rada i sin favn ...

## Medvirkende i udvalg
- Svetlana Toma som Rada
- Grigore Grigoriu som Loiko Sobar
- Barasbi Mulajev som Makar Tstjudra
- Mikhail Sjisjkov som Nur
- Borislav Brondukov som Butja
- Vsevolod Gavrilov som Danilo

## Produktion
Optagelserne fandt sted i Transkarpatien i Ukrainske SSR omkring byen Vynohradiv nær grænsen til Ungarn, og i Vilnius og Kaunas i Litauiske SSR, da arkitekturen i disse byer minder om arkitekturen i Bassarabien.

## Musik
Filmen indeholder flere scener med sange og dans. Flere af sangene var fra 1930'erne og blev udvalgt af komponisten Eugene Doga og sunget af skuespillerne ved Moskvas Roma Teater. Sangene opnåede stor popularitet i USSR, hvor populariteten var så stor, at flere ensembler og musikgrupper på bølgen af filmens succes rejste rundt i landet og foregav, at de havde Svetlana Toma med i truppen.

## Modtagelse
Filmen og Svetlana Toma, der spillede Rada, modtog flere priser. 
Toma blev af læserne af det sovjetiske filmmagasin "Sovjet biograf" stemt ind som året skuespillerinde og filmen er i senere lister af bladets læsere stemt ind som nr. 13 på listen over de bedste sovjetiske film nogensinde.
Filmen modtog priser på internationale filmfestivaler i San Sebastian, Beograd og Prag, Paris og Panama.